# Патињо (Маса-Карара)
Патињо је насеље у Италији у округу Маса-Карара, региону Тоскана.
Према процени из 2011. у насељу је живело 207 становника. Насеље се налази на надморској висини од 748 м.